# Bạch Vân Thủ Đoan
Bạch Vân Thủ Đoan (zh. 白雲守端, báiyún shǒuduàn, ja. hakuun shutan, 1025-1072) là Thiền sư Trung Quốc đời Tống. Sư thuộc phái Dương Kì - Tông Lâm Tế đời thứ 9, pháp tự của Thiền sư Dương Kì Phương Hội. Pháp tử danh tiếng nhất của sư là Thiền sư Ngũ Tổ Pháp Diễn.

## Cơ duyên và hành trạng
Sư họ Châu (周), quê ở Hàn Dương, tỉnh Hồ Nam. Thuở nhỏ sư học Nho, đến 20 tuổi theo Úc Sơn chủ ở Trà Lăng xuất gia. Sau sư, đến tham vấn Hòa thượng Dương Kì.
Một hôm, Dương Kì hỏi: "Bản sư ngươi là ai?". Sư thưa: "Hoà thượng Úc ở Trà Lăng". Dương Kì bảo: "Ta nghe ông ấy qua cầu bị té có tỉnh, làm một bài kệ kì đặc, ngươi có nhớ chăng?". Sư tụng lại bài kệ:
我有明珠一顆
久被塵勞關鎖
今朝塵盡光生:
照破山河萬朵
Ngã hữu minh châu nhất khoả
Cửu bị trần lao quan toả
Kim triêu trần tận quang sinh
Chiếu phá sơn hà vạn đoá
Ta có một viên minh châu
Đã lâu vùi tại trần lao
Hôm nay trần sạch sáng chiếu
Soi tột núi sông muôn thứ.
Dương Kì cười rồi đi. sư ngạc nhiên suốt đêm không ngủ. Hôm sau sư đến thưa hỏi, gặp ngày cuối năm, Dương Kì hỏi: "Ngươi thấy mấy người hát sơn đông hôm qua chăng?". Sư thưa: "Thấy" Dương Kì bảo: "Ngươi còn thua họ một bậc." Sư lấy làm lạ thưa: "Ý chỉ thế nào?". Dương Kì bảo: "Họ thích người cười, ngươi sợ người cười". Nhân đây, sư liễu ngộ và được Dương Kỳ ấn chứng.
Sau khi đắc pháp, đầu tiên sư đến khai đường thuyết pháp tại Thừa Thiên Thiền Viện. Kế lại dời sang Viên Thông Sùng Thắng Thiền Viện ở Giang Châu, tỉnh Giang Tây. Sau sư lại đến trụ trì qua các chùa như Pháp Hoa Sơn Chứng Đạo Thiền Viện, Long Môn Sơn Càn Minh Thiền Viện, Hưng Hóa Thiền Viện.
Cuối cùng, sư đến giáo hóa tại Bạch Vân Sơn Hải Hội Thiền viện ở Thư Châu, tỉnh An Huy cho đến khi viên tịch. Niên hiệu Hi Ninh thứ năm (1072), sư nhập diệt, thọ 48 tuổi.

## Pháp ngữ
Sư thượng đường nói: "Chim có hai cánh bay chẳng xa gần, đường bay một góc đi không trước sau, hàng Tăng gia các ông tầm thường cầm muỗng buông đũa trọn nói tri hữu, đến khi leo lên núi tại sao lại thở gấp. Chẳng thấy nói: Người không nghĩ xa ắt có lo gần?". 
Sư dạy: "Phật đất chẳng độ nước, Phật gỗ chẳng độ lửa, Phật vàng chẳng độ lò đúc, Phật thật ngồi ở trong. Đại chúng! Ông già Triệu Châu một lúc đem mười hai phần xương tám muôn bốn ngàn lỗ chân lông dồn vào trong lòng các ông rồi. Ngày nay Viên Thông (Sư) trông thấy bất bình vì người xưa nói ra. Sư lấy tay vỗ giường thiền nói: "Nên biết núi biển về minh chủ, chưa tin càn khôn lấp người lành".
Sư thuyết: "Cổ nhân để lại một lời nửa câu, khi chưa thấu sờ đến giống hệt vách sắt, bỗng nhiên một hôm sau khi nhìn được thấu, mới biết chính mình là vách sắt. Hiện nay làm sao thấu?". Sư lại nói: "Vách sắt! Vách sắt!"
Sư dạy: "Nếu quả thật được một phen xuất hạn, liền nhằm trên một cọng cỏ hiện lầu quỳnh điện ngọc, nếu chưa quả thật được một phen xuất hạn, dù có lầu quỳnh điện ngọc lại bị một cọng cỏ che lấp, thế nào được xuất hạn? Tự có một đôi tay khéo ấy, đâu từng xem nhẹ vũ tam đài".

## Tác Phẩm
- Bạch Vân Thủ Đoan Thiền Sư Ngữ Lục (zh: 白雲守端禪師語錄, 2 quyển).
- Bạch Vân Đoan Hòa Thượng Quảng Lục (zh: 白雲端和尚廣錄, 4 quyển).
- Bạch Vân Đoan Hòa Thượng Ngữ Yếu (zh: 白雲端和尚語要).